# Kleofas
Kleofas – imię męskie pochodzenia greckiego. Powstało ono przez skrócenie gr. Κλεοπατρος (Kleopatros), które stanowi złożenie członów κλεος (kleos) „chwała, sława” i πατρος (patros) „ojca, ojcowska” (zob. też Kleopatra).
W chrześcijaństwie patronem tego imienia jest św. Kleofas (Kleopas), uczeń Jezusa Chrystusa, który jako jeden z pierwszych po Marii Magdalenie widział Go po zmartwychwstaniu. 
Kleofas imieniny obchodzi 25 września.

## Osoby noszące imię Kleofas
- Michał Kleofas Ogiński – kompozytor polski
- Kleofas Ławrynowicz –  działacz polonijny w Federacji Rosyjskiej
- Kleofas Fakund Pasternak – pseudonim literacki Józefa Ignacego Kraszewskiego